# زلزال أماتريتشي 1639
زلزال أماتريتشي 1639 هو زلزالٌ وقعَ في أماتريتشي في إيطاليا بتاريخ 7 أكتوبر 1639. بلغت شدتهُ 6.01 على مقياس درجة العزم.